# Osaka Dome
Der Osaka Dome (jap. 大阪ドーム, Ōsaka dōmu), offiziell seit 2006 der Sponsorenname Kyocera Dome Osaka (京セラドーム大阪, Kyōsera dōmu Ōsaka), ist ein Baseballstadion im Bezirk Nishi von Osaka, Japan. Das Stadion ist die Heimspielstätte der Orix Buffaloes aus einer der zwei professionellen Baseball-Ligen Japans, der Pacific League und der Osaka Gold Villicanes aus der Kansai Independent Baseball League. Während des Sommer-Kōshien (夏の甲子園, natsu no kōshien), dem wichtigsten nationalen Oberschul-Baseballturnier, welches im Kōshien-Stadion ausgetragen wird, werden auch die Heimspiele der Hanshin Tigers aus der Central League im Kyocera Dome ausgetragen. 

## Nutzung
Der Osaka Dome wurde am 1. März 1997 eröffnet und wird hauptsächlich für Baseballspiele und Konzerte genutzt. Die Kintetsu Buffaloes aus der Pacific League trugen seit der Eröffnung 1997 bis 2004 ihre Heimspiele im Stadion aus. In der Saison 2005 und seit 2007 regelmäßig wird das Stadion von deren Nachfolgeteam Orix Buffaloes, die ebenfalls in der Pacific League antreten, genutzt. Seit der Saison 2009 spielen auch die Osaka Gold Villicanes aus der neugegründeten professionellen Kansai Independent Baseball League im Dome. 
Zu den bekanntesten Musikern und Bands, die Konzerte im Osaka Dome gaben, gehören Mariah Carey, Janet Jackson, Bon Jovi, Aerosmith, Beyoncé, Céline Dion, The Rolling Stones, Eagles, Paul McCartney, David Bowie, Billy Joel, Madonna, The Police, BTS und L’Arc-en-Ciel.
Die Betreibergesellschaft Osaka City Dome gehört zu 90 % Orix Fudōsan K.K. (engl. ORIX Real Estate Corp.), die wiederum zu 100 % ORIX K.K. (engl. Orix Corp.) gehört.

## Galerie

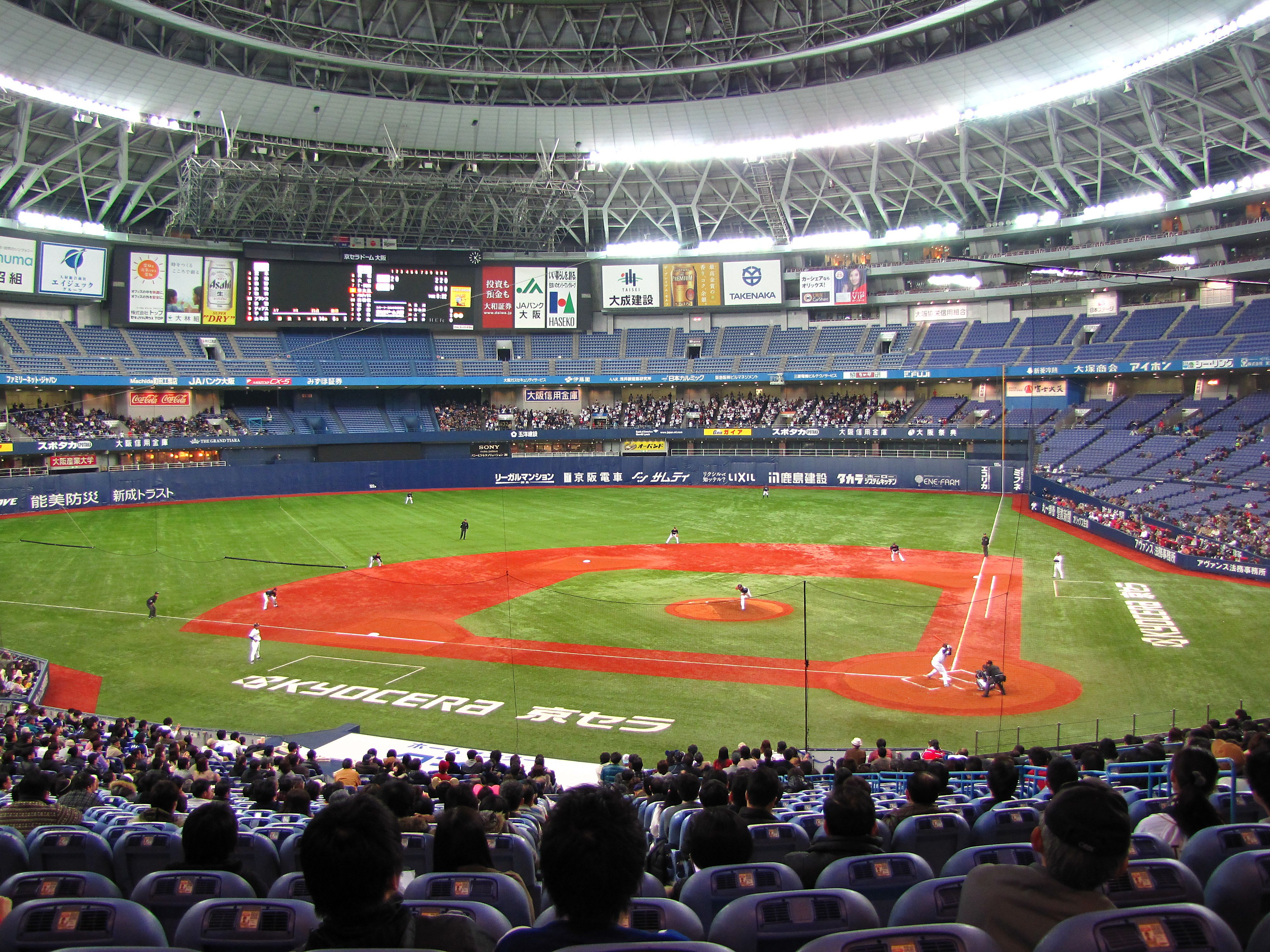
Das Stadioninnere (März 2012)
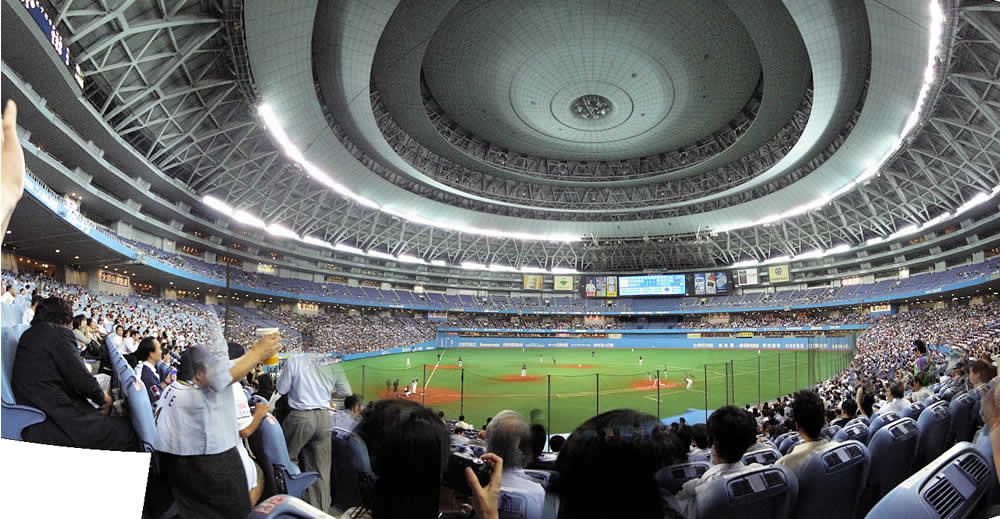
Das Dach von innen
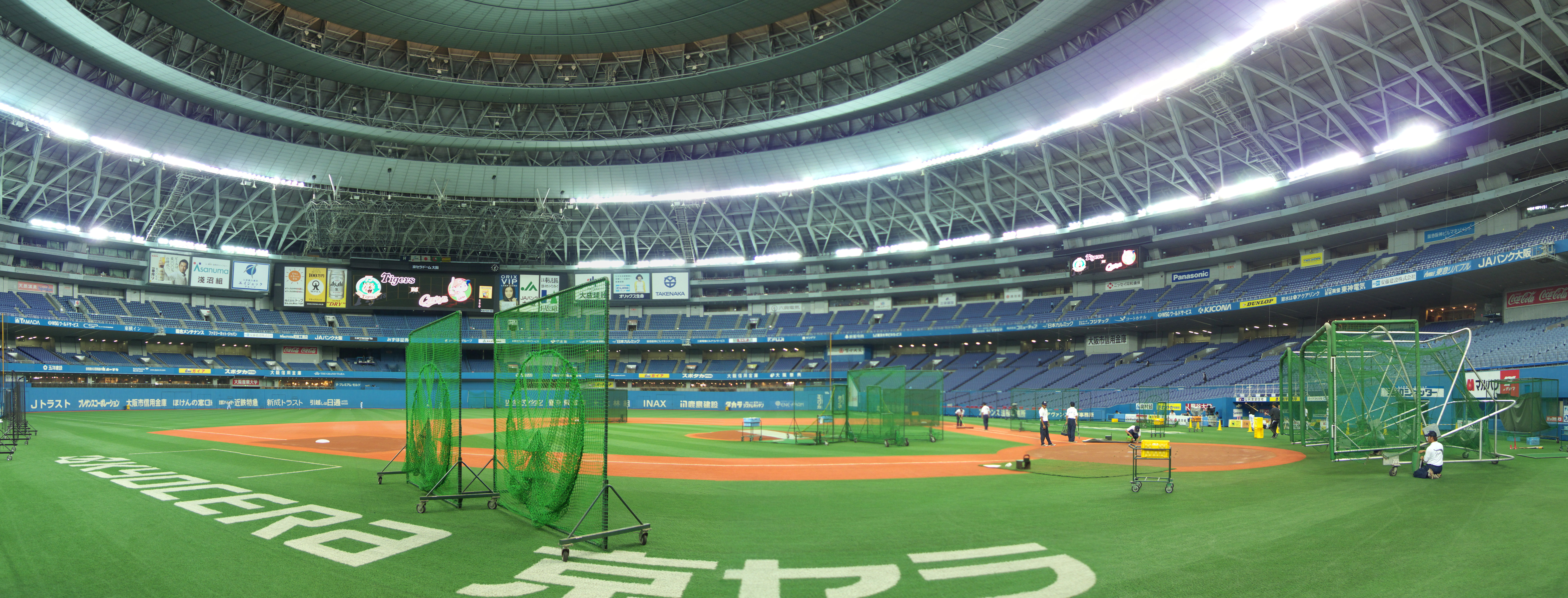
Innenraumpanorama